# Плезенс, Дональд
До́нальд Ге́нри Пле́зенс (англ. Donald Henry Pleasence; 5 октября 1919, Уорксоп, Великобритания — 2 февраля 1995, Сен-Поль-де-Ванс, Франция) — английский актёр, кавалер ордена Британской империи. За свою творческую карьеру снялся более чем в 220 фильмах и телепроектах. В большинстве картин играл отрицательных персонажей. Среди всех его работ выделяются роли Эрнста Ставро Блофельда в фильме о Джеймсе Бонде «Живёшь только дважды», доктора Сэма Лумиса в серии фильмов ужасов «Хэллоуин» (участвовал в создании пяти фильмов) и женоподобного владельца замка в триллере «Тупик».

## Биография

### Юность
Плезенс родился в Уорксопе, Ноттингемшир, в Англии, сын Алисы (урождённой Армитейж) и Томаса Стэнли Плезенсов. Рос в небольшой деревне Гримолдби, Линкольншир, обучался в Экклсефильдской гимназии в Шеффилде, Йоркшир.
Актёрская карьера началась с участия в съёмках фильма «Грозовой перевал», однако была прервана из-за начала Второй мировой войны. Сперва Дональд Плезенс хотел отказаться от службы в армии из-за своих убеждений, однако затем всё-таки вступил в ряды военно-воздушных сил. Служил в 166-й эскадрилье бомбардировщиков. Его самолёт «Avro Lancaster» был сбит 31 августа 1944 году в ходе рейда на Аженвиль, после чего он попал в плен, где находился до конца войны.

### Артистическая карьера
Плезенс вернулся в кинематограф после войны, где на него сразу обратили внимание критики, которые назвали его «человек с гипнотическими глазами». Помимо внешнего вида обращал на себя внимание и голос актёра, негромкий, но интенсивный. В итоге в своей творческой карьере он играл преимущественно безумцев или злодеев, в том числе Иоанна Безземельного в телесериале о Робин Гуд, Генриха Гиммлера в «Орёл приземлился» и Блофельда в «Живёшь только дважды», а также доктора Криппена. Помимо этого, Плезенс активно участвовал в аудиозаписях для детей.
Плезенс дважды был номинирован на премию «Тони» за лучшее исполнение главной роли в пьесе: в 1969 году за роль в пьесе «Человек в стеклянной будке» и в 1972 году за роль в пьесе «Мудрый ребёнок». В 1994 году актёр был награждён орденом Британской империи.

### Личная жизнь
Актёр был женат четыре раза. Имел пять дочерей.

## Избранная фильмография
- 1956 — 1984 / 1984 — Р. Парсонс
- 1956—1959 — Приключения Робин Гуда / The Adventures of Robin Hood — принц Джон (в 6 эпизодах)
- 1958 — Человек внутри[англ.] / The Man Inside — Шарманщик
- 1958 — Оглянись во гневе — торговый инспектор на рынке
- 1960 — Цирк ужасов / Circus of Horrors — Ванэ, владелец цирка
- 1963 — Большой побег — капитан Королевских ВВС Колин Блайт
- 1966 — Тупик
- 1966 — Глаз дьявола
- 1966 — Фантастическое путешествие
- 1967 — Ночь генералов / The Night of the Generals — генерал Каленберг
- 1967 — Живёшь только дважды
- 1970 — Солдат в голубом
- 1971 — Похищенный
- 1971 — THX 1138
- 1971 — Опасное пробуждение
- 1972 — Лаборатория уродов
- 1973 — Из могилы
- 1973 — Коломбо: Старый портвейн
- 1974 — Чёрная ветряная мельница
- 1975 — Граф Монте Кристо
- 1977 — Кровные узы
- 1977 — Телефон — Николай Далчинский
- 1978 — Хэллоуин — доктор Сэм Лумис
- 1978 — Завтра не наступит никогда / Tomorrow Never Comes — доктор Тодд
- 1979 — Удачи, мисс Вайкофф
- 1979 — Дракула
- 1979 — Ягуар жив!
- 1979 — На Западном фронте без перемен — Канторек
- 1981 — Хэллоуин 2 — доктор Сэм Лумис
- 1981 — Побег из Нью-Йорка — президент Джон Харкер
- 1981 — К сокровищам авиакатастрофы
- 1982 — Свидетель обвинения
- 1983 — Ужас Девонсвилля
- 1985 — Слишком красивые, чтобы умереть
- 1985 — Феномен
- 1987 — Возвращение Джанго
- 1987 — Зона ноль
- 1987 — Князь тьмы
- 1987 — Двойная мишень
- 1988 — Хэллоуин 4 — доктор Сэм Лумис
- 1988 — Призрак смерти
- 1988 — Дом Эшеров
- 1989 — Река смерти
- 1989 — Тайна Карибского залива — Джэйсон Рефиэл
- 1989 — Хэллоуин 5 — доктор Сэм Лумис
- 1990 — Погребённые заживо
- 1990 — Гриф — птица терпеливая — Аарон Шалик
- 1992 — Дьенбьенфу / Diên Biên Phu — Говард Симпсон
- 1993 — Час свиньи
- 1995 — Хэллоуин 6 — доктор Сэм Лумис